# 愛貝克思 (香港)
愛貝克思香港有限公司（英語：avex hong kong ltd.）是愛貝克思集團的香港子公司，在香港也是主要唱片公司之一。而又不屬於唱片業四巨頭（環球唱片 、索尼音樂 、華納唱片 、EMI ）。其品牌之英文名稱「avex」來自「Audio Visual Expert」。avex 曾捧紅過香港樂壇歌手，當中包括：謝安琪。
2014年1月1日，愛貝克思集團重編海外子公司体制，爱贝克思国际控股（Avex International Holdings Ltd.）及旗下的爱贝克思香港（Avex Hong Kong Ltd.）結業。

## 已解約歌手

### 香港
- 王喜（2001年－2004年）2004年解約
- 謝安琪（2005年－2007年）2007年解約，2007年轉投新藝寶唱片，2012年轉投星煥國際
- 江欣慈（阿慈）（2005年）代理合約，Insomnia Music為製作公司，2005年結束代理
- 周國賢
- 周柏豪
- 周勵淇
- 連詩雅
- Angelababy
- 陳浩民

## 外部連結
- 愛貝克思（香港）官方網站
- 愛貝克思（香港）Faacbook專頁 （页面存档备份，存于）